# 中心桥耶稣圣心堂

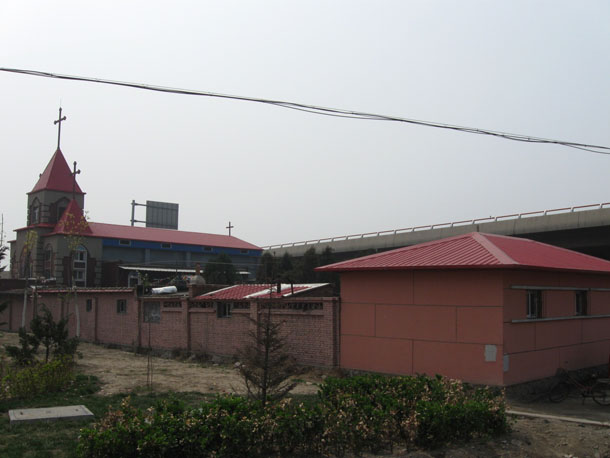
中心桥耶稣圣心堂

中心桥耶稣圣心堂是位于天津市滨海新区塘沽的一座拉丁礼天主教堂，也是整个滨海新区最重要的一座天主教堂，隶属于天主教天津教区。目前，天津教区石鸿祯主教居住于此。

## 历史沿革
中心桥天主堂在拥有众多百年老堂的天津教区不能算历史悠久。最早的传教活动始于1926年，其间未曾中断。最早的圣堂利用民房改建，在文革期间教堂遭到破坏、侵占。文革结束后政府归还教产，主要依靠自筹资金重建了天主堂，时至今日教堂外貌仍保持当初设计样式。
在建堂之初，由于没有本堂神父教友信仰生活匮乏难以保障。期间堂区得到天津教区耶稣玛丽亚圣心会修女的呵护，在此进行福传、服务堂区，使得教友灵魂上得以茁壮成长。直到1993年初天津教区石默尔爵助理主教来到本堂，教友们真正度上宗教信仰。
2009年初，教区派遣蒲雪波神父来到堂区，协助石主教服务，传福工作更加活跃。
2011年，中心桥堂获加尔莫罗隐修会所赠圣女小德兰之遗髑，并在天津首次举行了彻夜圣体朝拜，在天津教区内的独特地位更加凸显。

## 现状
由于石主教是合法祝圣的主教，一直受到当局的控制，因此也使中心桥教堂成为天津忠贞教会的一个朝圣地，但也因为同样的理由，官方一直以各种理由阻止中心桥堂扩建。
由于是朝圣地且滨海新区并没有其他较有规模的圣堂，中心桥堂高峰时段须接待平信徒近3000人，有时不得不轮流瞻礼。